# Klippingshandskar
Klippingshandskar är eleganta handskar sydda av tillklippta bitar (klippingar) av mycket mjuka skinn från lamm eller killing, varvid köttsidan vändes utåt. 
Enligt gammal hantverkstradition används bark av pil- och sälg vid garvningen.
Carl Michael Bellman: Nr 65 i Fredmans epistlar 
Om Styrmans-Dottren Gretgens död på Fabriken
Gretgen, ach! hon til svepning har
Fina Bolster-var,
Täckt sin slöja drar. Fin.
Dess hand för en frisk Tulpan,
Skada at dess blan
Lukta litet tran.
 Nattyg. Klippingshandskar, Fransar dess vålnad utsira,
Kärlek bryter vid dess ben sin spira.